# Feature phone

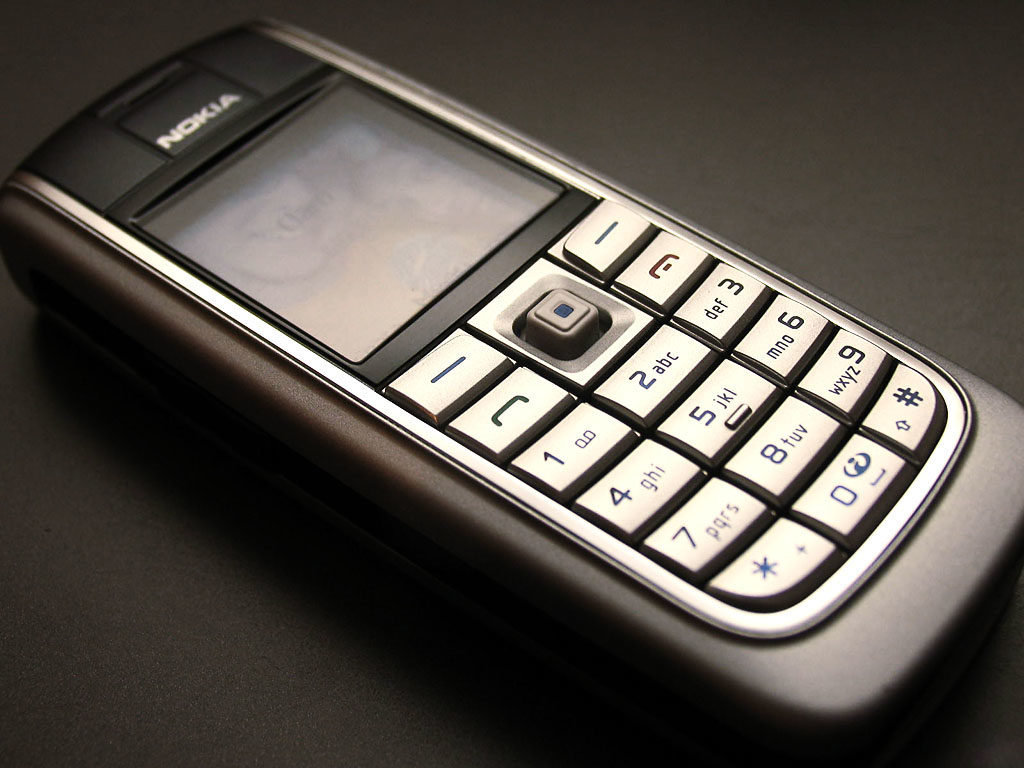
Nokia 6020 – egy középkategóriás telefon

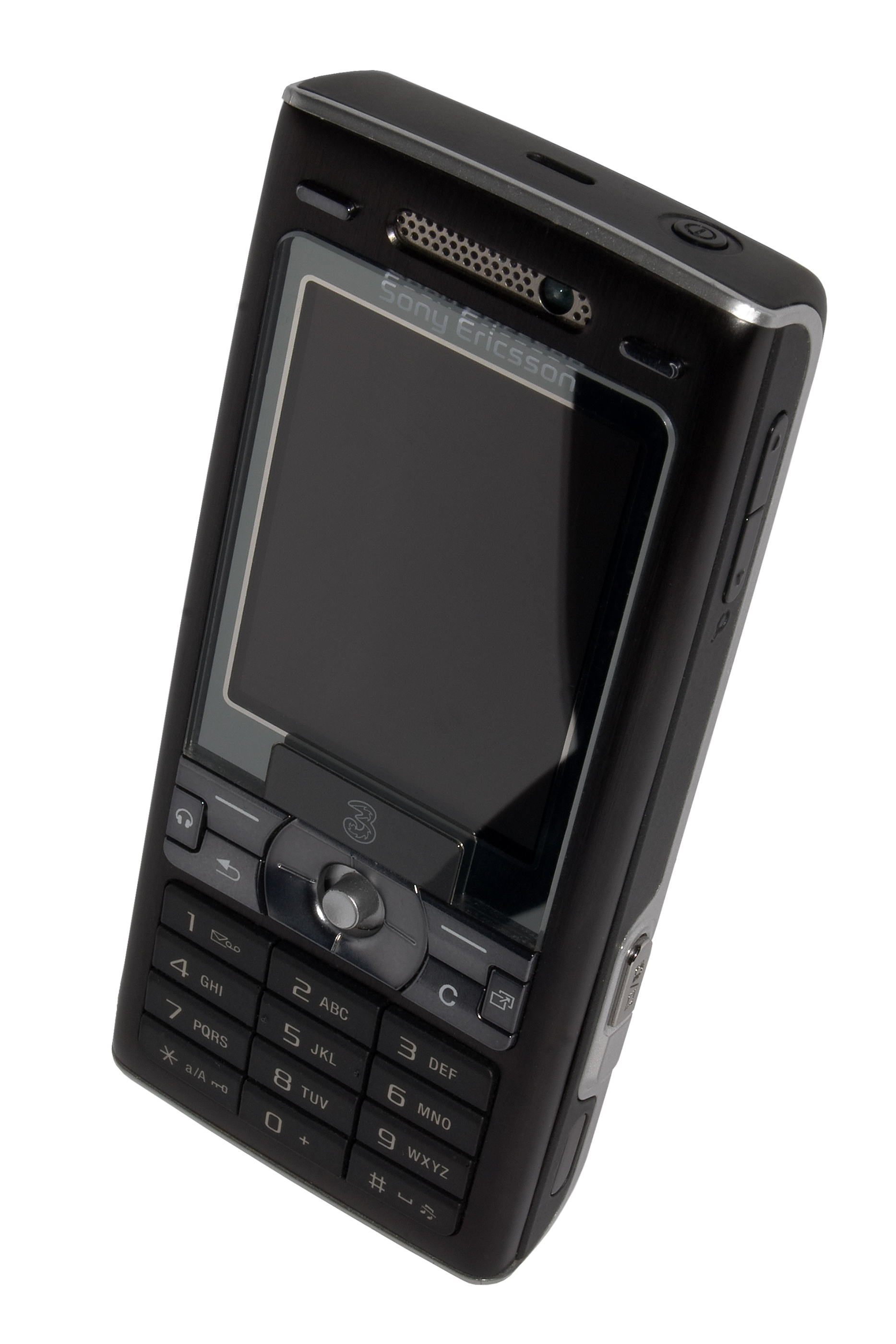
Sony Ericsson K800i – 2006-ben még felső kategóriásnak számított

A feature phone vagy középkategóriás telefon olyan mobiltelefon, ami az okostelefonokhoz hasonlóan a digitális személyi asszisztens (PDA) és a mobiltelefon funkcióit ötvözi magába. A jelenlegi mobiltelefonok gyakran egyben hordozható médialejátszóként, fényképezőgépként, GPS-alapú navigációs eszközként is szolgálnak, Wi-Fi és 3G-hozzáféréssel vannak ellátva. A feature phone-nak általánosságban a kisebb képességű, okostelefonnak a csúcskategóriás eszközöket tekintik, bár nincs hivatalos, megkülönböztető definíció erre.
A középkategóriás telefon kifejezés eredetileg az akkor elterjedt „buta telefonoknál” több funkcióval bíró mobiltelefonokra utalt, a technológia fejlődésével azonban a jelenlegi belépő szintű mobilok (a szándékosan leegyszerűsített „nagyitelefonok” kivételével) a középkategóriás telefonok közé sorolhatók.

## Funkcionalitás
A középkategóriás mobilokra már lehet alkalmazásokat telepíteni, általában Java ME vagy BREW platform alatt. Nem minden feature phone tartalmaz teljes értékű, hierarchikus fájlrendszert vagy fájlkezelő UI-t.

## Elterjedtség
2011-ben az USA-ban eladott összes mobiltelefon mintegy 60%-a középkategóriás telefonnak minősült.

## Fordítás
- Ez a szócikk részben vagy egészben a Feature phone című angol Wikipédia-szócikk ezen változatának fordításán alapul.  Az eredeti cikk szerkesztőit annak laptörténete sorolja fel. Ez a jelzés csupán a megfogalmazás eredetét és a szerzői jogokat jelzi, nem szolgál a cikkben szereplő információk forrásmegjelöléseként.